# Монте ди Силандро (Болцано)
Монте ди Силандро је насеље у Италији у округу Болцано, региону Трентино-Јужни Тирол.
Према процени из 2011. у насељу је живело 19 становника. Насеље се налази на надморској висини од 1051 м.